# Paulo Coelho
Paulo Coelho (n. 24 august 1947, Rio de Janeiro, Districtul Federal⁠(d), Brazilia) este un scriitor brazilian. Cărțile lui au fost traduse în 81 de limbi și publicate în peste 170 de țări. Ideile de bază sunt drama și psihologia.

## Date biografice
Este fiul lui Pedro, inginer, și al Lygiei, casnică. La șapte ani a intrat la școala iezuită San Ignacio din Rio de Janeiro. A câștigat primul său premiu literar într-un concurs școlar de poezie, iar sora lui, Sonia, își amintește cum și ea a câștigat un premiu pentru eseu prezentând o lucrare pe care Paulo o aruncase în coșul de hârtii.
Din Publishing Trends aflăm că Alchimistul s-a aflat pe locul 6 în lume ca vânzări în 2003. Unsprezece minute a fost pe primul loc peste tot în lume, cu excepția Angliei, unde s-a aflat pe locul al doilea. Zahir, publicat în 2005, s-a situat pe locul trei pe lista de bestselleruri, după Codul lui Da Vinci și Îngeri și demoni de Dan Brown.
Alchimistul e unul dintre cele mai importante fenomene literare ale secolului XX. Este pe primul loc în listele de bestselleruri din 74 țări, vânzându-se, până acum, în 35 de milioane de exemplare. Alchimistul i-a adus autorului în 2008 un record Guiness pentru cea mai tradusă carte (67 de limbi).
Pentru Alchimistul autorul a primit numeroase laude de la diferite personalități, de la Kenzaburo Oe, laureat al Premiului Nobel, până la Madonna, care o numără printre cărțile preferate. Romanul acesta a inspirat multe alte proiecte: un musical din Japonia, piese de teatru din Franța, Belgia, SUA, Turcia, Italia, Elveția. Este, de asemenea, tema a două simfonii în Italia și SUA, iar textul său a fost ilustrat de celebrul artist francez Moebius (scenograful filmelor Al cincilea element și Alien).
Înainte de a deveni unul dintre cei mai de succes romancieri ai lumii a fost un hippie rebel, apoi autor dramatic, director de teatru, jurnalist, poet. În 1986 face pelerinajul la Santiago de Compostela, eveniment care i-a marcat viața și cariera literară. Deși profund atașat de Brazilia natală (își scrie operele la calculator, în fața oceanului, în vila de la Copacabana). Cărțile sale dezvoltă drame universale, valabile oriunde și pentru oricine, ceea ce explică primirea entuziastă de care se bucură pe toate meridianele. Cărțile lui Paulo Coelho, editate în 150 de țări și traduse în peste 50 de limbi, s-au vândut în zeci de milioane de exemplare. Este consilier special UNESCO în cadrul programului Convergențe spirituale și dialoguri interculturale, co-director al Centrului Shimon Peres pentru pace. Distins cu numeroase și importante premii, medalii și ordine, printre care cel de Cavaler al Ordinului Național al Legiunii de Onoare din Franța (martie 2000). Este fondator al Institutului Paulo Coelho, care acordă ajutoare îndeosebi copiilor și bătrânilor din păturile defavorizate ale societății braziliene. 

## Poziții
- Mesager al păcii pentru Națiunile Unite
- Ambasador al Uniunii Europene pentru Dialog intercultural în anul 2008
- Membru în comitetul de conducere al Institutului de pace „Shimon Peres”
- Consultant special UNESCO pentru Dialog intercultural și convergențe spirituale
- Membru în conducerea Fundației Schwab pentru antreprenoriat social
- Membru al Academiei de Litere din Brazilia
- Membru al the Board, Doha Center of Media Freedom
- Membru al INI International Advisory Council - HARVARD INTERNATIONAL NEGOTIATION INICIATIVE

## Opera
- 1974 - Teatro da Educação - Theater For Education - Teatru pentru Educație
- 1982 - Arquivos do Inferno - Hell Archives - Arhivele iadului
- 1987 - O Diário de um Mago - The Pilgrimage - Pelerinajul
- 1988 - O Alquimista - The Alchemist - Alchimistul
- 1990 - Brida - Brida - Brida
- 1991 - O Dom Supremo - The Supreme Gift - Cadoul suprem
- 1992 - As Valkírias - The Valkyries - Valkyries
- 1994 - Maktub - Maktub - Maktub / Na margem do rio Piedra eu sentei e chorei - By the River Piedra I Sat Down and Wept - De râul Piedra M-am așezat și m-am apucat
- 1996 - O Monte Cinco - The Fifth Mountain - Al cincilea munte
- 1997 - Cartas de amor de um profeta - Love Letters from a Prophet - Scrisori de dragoste de la un profet / Manual do guerreiro da luz - Manual of the Warrior of Light - Manualul războinicului luminii
- 1998 - Veronika decide morrer - Veronika Decides to Die - Veronika decide să moară / Palavras essenciais - Essential Words - Cuvinte esențiale
- 2000 - O Demônio e a Srta. Prym - The Devil and Miss Prym - Diavolul și domnișoara Prym
- 2001 - Historias para pais, filhos e netos - Fathers, Sons and Grandsons - Părinți, fii și nepoți
- 2003 - Onze Minutos - Eleven Minutes - Unsprezece minute
- 2004 - O Gênio e as Rosas - The Genie and the Roses - Geniul și trandafirii / Viagens - Journeys - Călătorii / Vida - Life - Viață
- 2005 - O Zahir - The Zahir - Zahir / Caminhos Recolhidos - Revived Paths - Căi reînviate
- 2006 - Ser Como o Rio que Flui - Like the Flowing River - Ca râul care curge / A Bruxa de Portobello - The Witch of Portobello - Vrăjitoarea de Portobello
- 2008 - O vencedor está só - The Winner Stands Alone - Câștigătorul rămâne singur
- 2009 - Amor - Love - Dragoste
- 2010 - Aleph - Aleph - Aleph
- 2011 - Fábulas - Fabule
- 2012 - Manuscrito Encontrado em Accra - Manuscript Found in Accra - Manuscris găsit în Accra
- 2014 - Adultério - Adultery - Adulterul
- 2016 - A Espiã - The Spy - Spionul
- 2018 - Hippie - Hippie - Hippie